# 佐藤裕二 (歯学者)
佐藤 裕二（さとう ゆうじ、1958年2月3日-）は、日本の歯科医師、歯学者。昭和大学歯学部高齢者歯科学教室教授。

## 人物
広島県生まれ。広島大学歯学部卒業、同大学院修了、広島大学歯学部附属病院助手、広島大学学内講師、助教授を経て2002年より昭和大学教授。広島大学歯学部附属病院助手時代にアメリカ国立標準技術研究所(アメリカ、メリーランド州）へ留学。
1986年　広島大学より歯学博士の学位を取得。論文の題は「歯科鋳造用Ni基合金鋳造時の埋没材焼着に関する研究」。

## 主な研究分野
専門は高齢者歯科学。義歯、インプラント、QOLなど。

## 著書
- 赤川安正、佐藤裕二 著「1.総論 J. 事前抄録、事後抄録そして要旨の書き方」、編集主幹 杉崎正志、山下敦、 編 窪木拓男、小林馨、湯浅秀道 編『より良いエビデンスを求めて』永末書店、京都府京都市上京区、2001年。ISBN 4-8160-1105-6。
- 佐藤裕二 著「第1章　歯科臨床における基本手技と考え方 14.歯列模型の作製法 (2)作業用模型」、覚道, 健治、平井, 義人、前田, 芳信 編『歯科臨床研修マニュアル　起こりうる問題点と解決法』永末書店、京都府京都市上京区、2002年1月11日、112-113頁。ISBN 978-4-8160-1108-5。
- 佐藤裕二、北川昇 著「III編　高齢者歯科治療の実際 5章 高齢者の言語障害と歯科的対応 II 有床義歯と構音」、植松, 宏、渡邉, 誠、稲葉, 繁 編『高齢者歯科ガイドブック』医歯薬出版、東京都文京区、2003年1月25日、230-234頁。ISBN 978-4-263-44142-8。
- 編 日本顎口腔機能学会 編集委員 井上富雄、井上誠、冲本公繪、佐藤裕二、髙橋哲、豊里晃、林豊彦、藤村哲也、古屋良一、瑞森崇弘、皆木省吾、虫本栄子、山田好秋、吉田教明 編『よくわかる顎口腔機能 咀嚼・嚥下・発音を診査・診断する』医歯薬出版、東京都文京区、2005年7月20日。ISBN 978-4-263-44196-1。
- 佐藤裕二 著「第I編歯科医療と歯科理工学 第8章 補綴治療と歯科材料 1 可撤性義歯を用いた補綴処置と歯科材料 1)装置の種類 2)製作の流れ 3) 有床義歯の機能期間・ 2 インプラント義歯と歯科材料 4)インプラントシステム選択のクリニカルガイドライン」、宮﨑, 隆、中嶌, 裕; 河合, 達志 ほか 編『臨床歯科理工学』医歯薬出版、東京都文京区、2006年5月25日。ISBN 978-4-263-45596-8。
- 久保隆靖、佐藤裕二 著「第3章 診断と治療学 III 治療計画の立案 7 上部構造の製作・第4章 外科手術ならびに補綴術式 II 補綴術式 6 上部構造の装着と調整」、赤川, 安正、松浦, 正朗; 矢谷, 博文 ほか 編『よくわかる口腔インプラント学』医歯薬出版、東京都文京区、2011年1月20日。ISBN 978-4-263-45640-8。
- 佐藤裕二 著、編集主幹 森戸光彦、編集 植田耕一郎、 柿木保明、 菊谷武、 小正裕、 佐藤裕二 編『高齢者歯科学』永末書店、京都府京都市上京区〈歯科衛生士講座〉、2012年3月14日。ISBN 978-4-8160-1238-9。
- 佐藤裕二『教科書にのせたい義歯診療のコツ　Q&Aで学ぶ臨床ヒント集』永末書店、京都府京都市上京区、2012年10月26日。ISBN 978-4-8160-1247-1。 NCID BB10829039。
- 編集主幹 森戸光彦 編集 植田耕一郎、柿木保明、菊谷武、小正裕、佐藤裕二 編『高齢者歯科学』（第2版）永末書店、京都府京都市上京区〈歯科衛生士講座〉、2014年2月28日。ISBN 978-4-8160-1267-9。 NCID BB15333766。
- 佐藤裕二『美しい撤去 安心・安全で効率的な理論とコツ』永末書店、京都府京都市上京区、2015年7月29日。ISBN 978-4-8160-1293-8。
- 佐藤裕二『一刀両断! : 高齢者補綴治療のお悩み解決 : Q&Aで学ぶ理論と70のコツ』医歯薬出版、2016年9月5日。ISBN 9784263444764。 NCID BB22119992。

## 所属団体
- 日本歯科医学会 [2]
- 日本老年歯科医学会 常任理事[5]
- 日本補綴歯科学会 代議員 [6]、指導医[3]、専門医[7]
- 日本歯科医学教育学会 評議員 [8]
- 日本歯科理工学会 関東支部評議員[9]、Dental Material Senior Adviser[3]
- 日本口腔インプラント学会評議員[3]、指導医[10]、専門医[10]
- 日本顎関節学会 指導医[3]
- 日本障害者歯科学会[2]
- 日本顎口腔機能学会 元評議員[2]
- 日本顎顔面インプラント学会 評議員[2]
- 日本顎顔面補綴学会 元評議員[3]
- 日本顎咬合学会 かみ合わせ指導医[3]
- 昭和大学歯学会 理事[2]
- 日本口腔機能水学会 理事[2]
- 日本咀嚼学会 評議員[11]
- 日本摂食・嚥下リハビリテーション学会[2]
- 抗加齢歯科医学研究会 世話人[12]
- 国際歯科研究学会[2]
- 国際補綴学会[2]
- 日本老年学会 元評議員[2]
- 日本医学教育学会[2]

## 受賞歴
- 日本咀嚼学会 第20回記念大会(2010) 優秀口演賞『8020達成者の光と陰　－優位性と問題点』[13]に対し[14]
- 2007年度 第6回日本歯科医学教育学会奨励賞 『PBLチュートリアル教育の省力化とその評価』[15]に対し[16]
- 第103回日本補綴歯科学会学術大会(2000)課題口演コンペティション優秀賞 『傾斜したフィクスチャーに対する補綴処置に生体力学解析を用いた上顎部分無歯顎症例』[17]に対し[18]
- 第４回広島大学歯学部同窓会奨励賞(2001)『Clinical methods for adjusting retention force of cast clasps. Y. Sato, J. Prosthet. Dent. 1999; 82: 557-561』[19]に対し[20]

## 備考
- 父親（佐藤正義）は、歯科技工士で，第11代広島県歯科技工士会会長（1979-1984)[21]、広島県歯科技工士政治連盟発足に尽力・日本歯科技工士会長賞受賞(1985)[22]、